# Hybomys badius
Hybomys badius  (Osgood, 1936) è un roditore della famiglia dei Muridi endemico del Camerun.

## Descrizione

### Dimensioni
Roditore di piccole dimensioni, con la lunghezza della testa e del corpo tra 105 e 137 mm, la lunghezza della coda tra 108 e 121 mm, la lunghezza del piede tra 27 e 31 mm, la lunghezza delle orecchie tra 15 e 18 mm e un peso fino a 75 g.

### Aspetto
La pelliccia è lunga, lucida e setosa. Le parti superiori variano dal bruno-rossastro scuro al marrone scuro, con dei leggeri riflessi bruno-giallastri o castani ed una striscia dorsale nerastra che si estende dalle spalle alla base della coda. I fianchi sono più chiari e rossastri, mentre le parti ventrali sono fulvo-ocracee, con la base dei peli grigia. La testa ed il collo sono tozzi, mentre il muso è smussato. Le orecchie sono rotonde e scure. Le zampe sono bruno-nerastre, la pianta dei piedi è nera. La coda è lunga come la testa ed il corpo ed è ricoperta di scaglie nere e di numerose corte setole scure. Le femmine hanno un paio di mammelle pettorali e due paia inguinali.

## Biologia

### Comportamento
È una specie terricola e buona nuotatrice, attiva sia di giorno che di notte.

### Alimentazione
Si nutre parzialmente anche di altri animali.

### Riproduzione
Femmine gravide con 2 embrioni sono state catturate da ottobre a gennaio. Giovani adulti sono stati osservati alla fine di ottobre.

## Distribuzione e habitat
Questa specie è endemica del Monte Camerun, Monte Oku e Monte Lefo nel Camerun.
Vive nelle foreste tropicali montane fino a 2.000 metri di altitudine.

## Conservazione
La IUCN Red List, considerato l'areale limitato e il continuo declino nell'estensione e la qualità del proprio habitat, classifica H.badius come specie in pericolo (EN).